# アブラ州

アブラ州

アブラ州（アブラしゅう、Province of Abra）は、フィリピン北部ルソン島のコルディリェラ行政地域（Cordillera Administrative Region, CAR）に属している州である。北東にアパヤオ州、東にカリンガ州、南東にマウンテン州、西にイロコス地方のイロコス・スル州、北にイロコス・ノルテ州と接している。面積は3,975.6km2、人口は209,491人（2000年）、州都はバンゲド（Bangued）である。